# مواد البناء الحية
مادة البناء الحية (LBM) هي مادة مستخدمة في البناء أو التصميم الصناعي تتصرف بطريقة تشبه الكائن الحي.
تشمل الأمثلة الآتية: الترميم الذاتي،  التكرار الذاتي للخرسانة،  والمركبات القائمة على الفطريات للبناء والتعبئة. تشمل المشاريع الفنية مكونات البناء والأدوات المنزلية.

## تاريخ
بدأ تطوير مواد البناء الحية بالبحث عن طرق تمعدن الخرسانة، المستوحاة من تمعدن المرجان. كان أدولف هو الرائد في استخدام ترسيب الكالسيت المستحث ميكروبيولوجيًا (MICP) في الخرسانة. في عام 1990، كطريقة لتطبيق طلاء واقي على واجهات المباني.
في عام 2007، تم تقديم مادة "Greensulate"، وهي مادة عازلة للبناء تعتمد على الميسيليوم بواسطة Ecovative Design ، وهي نتاج بحث تم إجراؤه في معهد رينسيلار للعلوم التطبيقية. تم تطوير مركبات الغزل الفطري لاحقًا للتغليف وامتصاص الصوت ومواد البناء الإنشائية مثل الطوب.
في المملكة المتحدة، تأسس مشروع المواد من أجل الحياة (M4L) في جامعة كارديف في عام 2013 من أجل «إنشاء بيئة مبنية وبنية تحتية وهو نظام مستدام ومرن يشتمل على مواد وهياكل تراقب وتنظم وتتكيف وتصلح نفسها باستمرار بدون الحاجة إلى التدخل الخارجي». أدت شركة M4L إلى أولى تجارب المملكة المتحدة الملموسة ذاتية الإصلاح. في عام 2017 توسع المشروع إلى كونسورتيوم بقيادة جامعات كارديف وكامبردج وباث وبرادفورد، غير اسمه إلى المواد رجوعية Life (RM4L) وتلقى تمويلًا من مجلس أبحاث العلوم الهندسية والفيزيائية. يركز هذا الكونسورتيوم على أربعة جوانب من هندسة المواد: الإصلاح الذاتي للشقوق على مستويات متعددة؛ الشفاء الذاتي من أضرار التحميل المعتمدة على الوقت وركوب الدراجات؛ التشخيص الذاتي والشفاء من الأضرار الكيميائية؛ والتشخيص الذاتي والتحصين ضد الأضرار الجسدية.
في عام 2016، أطلقت وكالة مشاريع الأبحاث الدفاعية المتقدمة التابعة لوزارة الدفاع الأمريكية (DARPA) برنامج المواد الحية الهندسية (ELM). الهدف من هذا البرنامج هو «تطوير أدوات وأساليب تصميم تمكن من هندسة الميزات الهيكلية في أنظمة خلوية تعمل كمواد حية، وبالتالي فتح مساحة تصميم جديدة لتقنية البناء... [و] للتحقق من صحة هذه الأساليب الجديدة من خلال إنتاج مواد حية يمكنها التكاثر والتنظيم الذاتي والشفاء الذاتي». في عام 2017، تعاقد برنامج ELM مع Ecovative Design لإنتاج «مادة بناء مركبة هجينة حية... [the] المواد في أشكال وأشكال وتطبيقات جديدة.»  في عام 2020، نشرت مجموعة بحثية في جامعة كولورادو، بتمويل من منحة ELM ، ورقة بحثية بعد النجاح في إنشاء الخرسانة المجددة بشكل كبير.

## الخرسانة ذاتية النسخ

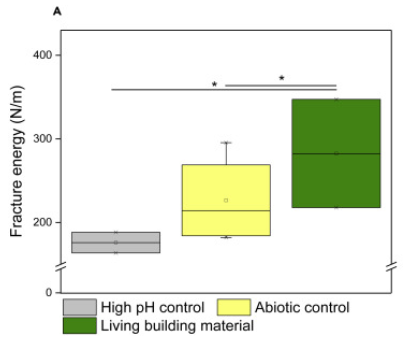
طاقة الكسر لمواد البناء الحية مقارنة بعنصري تحكم: أحدهما لا يحتوي على بكتيريا زرقاء، والآخر لا يحتوي على بكتيريا زرقاء ودرجة حموضة عالية.

يتم إنتاج الخرسانة ذاتية التكاثر باستخدام خليط من الرمل والهيدروجيل، والتي تستخدم كوسيط نمو لتنمو البكتيريا المتصاعدة عليها.

### التوليف والتصنيع
يحتوي خليط الرمل-هيدروجيل الذي تُصنع منه الخرسانة ذاتية التكاثر على درجة حموضة أقل، وقوة أيونية أقل، ودرجات حرارة معالجة أقل من خليط الخرسانة النموذجي، مما يسمح لها بالعمل كوسيط نمو للبكتيريا. عندما تتكاثر البكتيريا فإنها تنتشر عبر الوسط، وتمعدنها حيويًا بكربونات الكالسيوم، والتي تعد المساهم الرئيسي في القوة الكلية ومتانة المادة. بعد التمعدن، يكون مركب الرمل-هيدروجيل قويًا بدرجة كافية لاستخدامه في البناء، مثل الخرسانة أو الملاط.
تتفاعل البكتيريا الموجودة في الخرسانة ذاتية التكاثر مع تغيرات الرطوبة: فهي أكثر نشاطًا - وتتكاثر بشكل أسرع - في بيئة ذات رطوبة 100٪، على الرغم من أن انخفاضها إلى 50٪ ليس له تأثير كبير على النشاط الخلوي. ينتج عن انخفاض الرطوبة مادة أقوى من الرطوبة العالية.
مع تكاثر البكتيريا، يزداد نشاطها المعدني الحيوي؛ هذا يسمح للقدرة الإنتاجية لتوسيع نطاق أسي.

### الخصائص
تتشابه الخصائص الهيكلية لهذه المادة مع تلك الموجودة في الملاط القائم على الأسمنت البورتلاندي: لها معامل مرن قدره 293.9 ميجا باسكال، وقوة شد تبلغ 3.6 ميجا باسكال (الحد الأدنى المطلوب للخرسانة القائمة على الأسمنت البورتلاندي هو حوالي 3.5 ميجا باسكال)؛  ومع ذلك، فإن طاقة كسرها تبلغ 170 نيوتن، وهي أقل بكثير من معظم تركيبات الخرسانة القياسية، والتي يمكن أن تصل إلى عدة كيلو نيوتن.

### الاستخدامات
يمكن استخدام الخرسانة ذاتية التكاثر في مجموعة متنوعة من التطبيقات والبيئات، ولكن تأثير الرطوبة على خصائص المادة النهائية. يعني أن تطبيق المادة يجب أن يكون متكيفًا مع بيئتها. في البيئات الرطبة، يمكن استخدام المادة لملء الشقوق في الطرق والجدران والأرصفة، والرش في التجاويف والنمو إلى كتلة صلبة عند استقرارها؛  أثناء وجوده في البيئات الأكثر جفافاً، يمكن استخدامه هيكليًا، نظرًا لقوته المتزايدة في البيئات منخفضة الرطوبة.
على عكس الخرسانة التقليدية، التي يطلق إنتاجها كميات هائلة من ثاني أكسيد الكربون في الغلاف الجوي، تمتص البكتيريا المستخدمة في الخرسانة ذاتية التكاثر ثاني أكسيد الكربون، مما يؤدي إلى تقليل انبعاثات الكربون.
لا تهدف هذه الخرسانة ذاتية التكرار إلى استبدال الخرسانة القياسية، ولكن تهدف إلى إنشاء فئة جديدة من المواد، بمزيج من القوة والفوائد البيئية والوظائف البيولوجية.

## الأسمنت الحيوي كربونات الكالسيوم

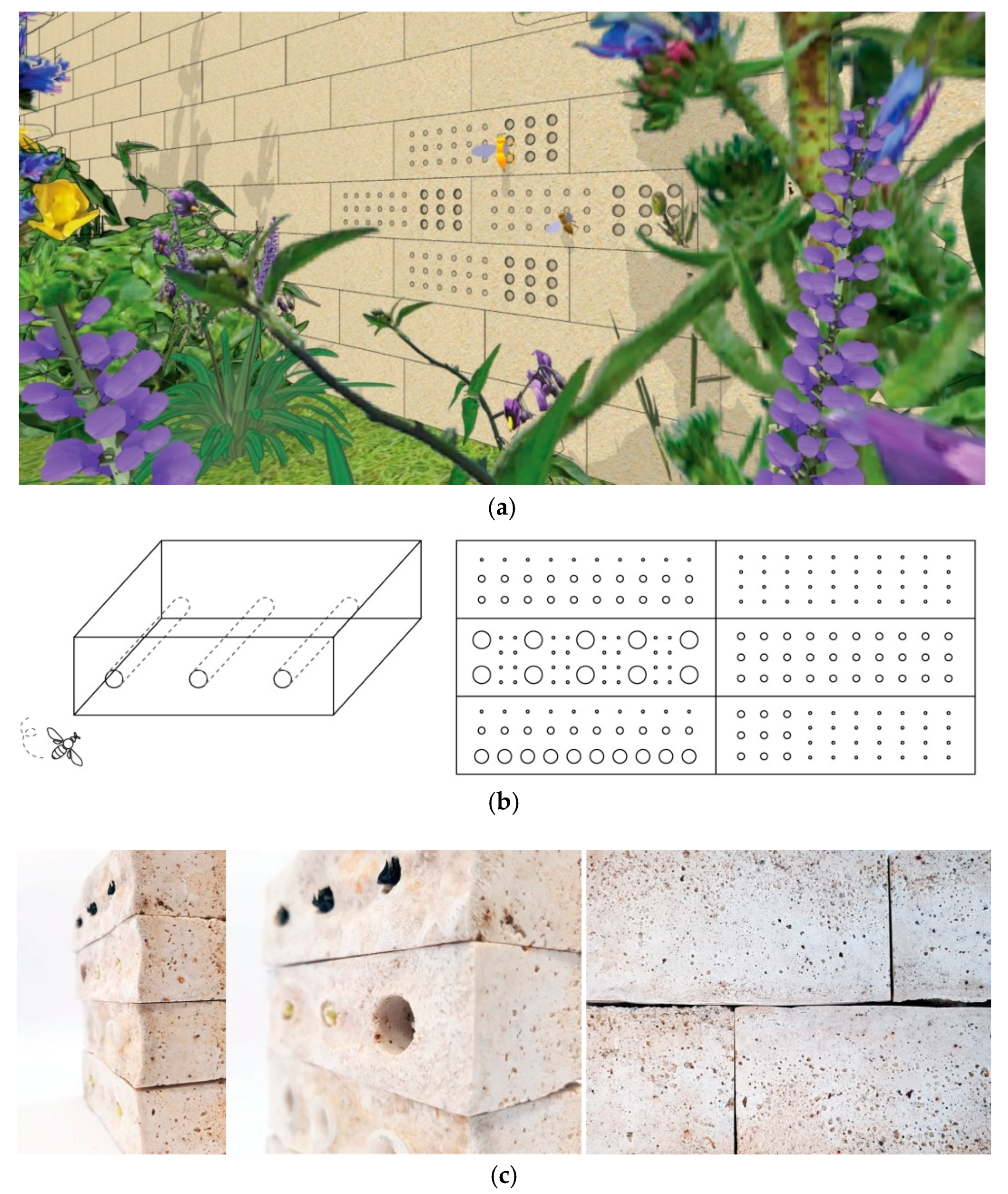
تطبيق الأسمنت Biocement في تعشيش النحل. يوضح الشكل (أ) مخططًا افتراضيًا لطوب الأسمنت الحيوي ومنطقة السكن للنحل. يوضح الشكل (ب) المقطع العرضي للتصميم والثقوب التي يمكن أن يعشش فيها النحل. يوضح الشكل (ج) النموذج الأولي لكتلة النحل المصنوعة من التعزيز الحيوي.

الإسمنت الحيوي عبارة عن مادة رملية مجمعة يتم إنتاجها من خلال عملية ترسيب الكالسيت المستحث بالميكروبيولوجيا (MICP). إنها مادة صديقة للبيئة يمكن إنتاجها باستخدام مجموعة متنوعة من المخزونات، من النفايات الزراعية إلى مخلفات المناجم.

### التوليف والتصنيع
الكائنات المجهرية هي المكون الرئيسي في تكوين الخرسانة الحيوية، لأنها توفر موقع التنوي لـكربونات الكالسيوم لترسب على السطح. الكائنات الحية الدقيقة مثل Sporosarcina pasteurii مفيدة في هذه العملية، لأنها تخلق بيئات شديدة القلوية حيث يوجد الكربون غير العضوي المذاب بكميات عالية.  هذه العوامل ضرورية لترسيب الكالسيت المستحث ميكروبيولوجيًا (MICP)، وهو الآلية الرئيسية التي يتم فيها تكوين الخرسانة الحيوية. الكائنات الحية الأخرى التي يمكن استخدامها للحث على هذه العملية تشمل الكائنات الحية الدقيقة التي تعمل على التمثيل الضوئي مثل الطحالب الدقيقة والبكتيريا الزرقاء والبكتيريا التي تقلل الكبريتات (SRB) مثل منتزعة الكبريت منتزعة السلفاركانز .
يعتمد نواة كربونات الكالسيوم على أربعة عوامل رئيسية:
1. تركيز الكالسيوم
2. تركيز الكربوي اللاعضوي
3. مستويات الأس الهيدروجيني
4. توافر مواقع التنوي

طالما أن تركيزات أيون الكالسيوم عالية بما يكفي، حيث يمكن للكائنات الحية الدقيقة أن تخلق مثل هذه البيئة من خلال عمليات مثل تحلل الدم.
إن التقدم في تحسين طرق استخدام الكائنات الحية الدقيقة لتسهيل ترسيب الكربونات آخذ في التطور بسرعة.

### الخصائص
الأسمنت العضوي قادر على «الإصلاح ذاتي» بسبب البكتيريا، ولاكتات الكالسيوم، والنيتروجين، ومكونات الفوسفور التي تختلط مع المادة. هذه المكونات لديها القدرة على البقاء نشطة في الأسمنت العضوي لمدة تصل إلى 200 عام. يمكن أن تتشقق المواد العضوية مثل أي نوع آخر من الخرسانة بسبب القوى والضغوط الخارجية. على عكس الخرسانة العادية، يمكن أن تنبت الكائنات الحية الدقيقة في الأسمنت الحيوي عند إدخالها في الماء. يمكن للأمطار توفير هذه المياه التي هي بيئة قد تجد نفسها فيها. بمجرد إدخالها إلى الماء، ستنشط البكتيريا وتتغذى على لاكتات الكالسيوم التي كانت جزءًا من الخليط. تستهلك عملية التغذية هذه أيضًا الأكسجين الذي يحول لاكتات الكالسيوم القابلة للذوبان في الماء إلى حجر جيري غير قابل للذوبان. ثم يتصلب هذا الحجر الجيري على السطح الذي يرقد عليه، وهو في هذه الحالة المنطقة المتصدعة، وبالتالي يسد الشق.
الأكسجين هو أحد العناصر الرئيسية التي تسبب التآكل في المواد مثل المعادن. عند استخدام التعزيز الحيوي في الهياكل الخرسانية المسلحة بالفولاذ، فإن الكائنات الحية الدقيقة تستهلك الأكسجين وبالتالي تزيد من مقاومة التآكل. تسمح هذه الخاصية أيضًا بمقاومة الماء لأنها تحث على الشفاء وتقليل التآكل الكلي. الركام الخرساني المائي هو ما يستخدم لمنع التآكل وله أيضًا القدرة على إعادة التدوير. هناك طرق مختلفة لتشكيل هذه مثل من خلال سحق أو طحن الأسمنت العضوي.
نفاذية الأسمنت الحيوي أعلى أيضًا مقارنة بالأسمنت العادي. هذا بسبب المسامية العالية للتسميد الحيوي. يمكن أن تؤدي المسامية العالية إلى انتشار أكبر للشقوق عند تعرضها لقوى كافية. يتكون الأسمنت العضوي الآن ما يقرب من 20 ٪ من عامل الشفاء الذاتي. هذا يقلل من قوتها الميكانيكية. القوة الميكانيكية للخرسانة الحيوية أضعف بحوالي 25٪ من الخرسانة العادية، مما يجعل قوتها الانضغاطية أقل. الكائنات الحية مثل Pesudomonas aeruginosa فعالة في تكوين التعزيز الحيوي. هذه ليست آمنة لتكون بالقرب من البشر لذلك يجب تجنبها.

### الاستخدامات
يستخدم الأسمنت الحيوي حاليًا في تطبيقات مثل الأرصفة والأرصفة في المباني. هناك أفكار إنشاءات البناء البيولوجية كذلك. لا تزال استخدامات التسمم الحيوي غير منتشرة لأنه لا توجد حاليًا طريقة مجدية لإنتاج التعزيز الحيوي بكميات كبيرة إلى هذا الحد. هناك أيضًا الكثير من الاختبارات المحددة التي يجب القيام بها لاستخدام التعزيز الحيوي بثقة في مثل هذه التطبيقات واسعة النطاق حيث لا يمكن المساس بالقوة الميكانيكية. تكلفة التسميد الحيوي هي أيضًا ضعف تكلفة الخرسانة العادية. ومع ذلك، فإن الاستخدامات المختلفة في التطبيقات الأصغر تشمل قضبان الرش، والخراطيم، وخطوط القطرات، وتعشيش النحل. لا يزال Biocement في مراحل تطوره ولكن إمكاناته واعدة لاستخداماته المستقبلية.

## مركباتالغزل الفطري(مايسيليوم)

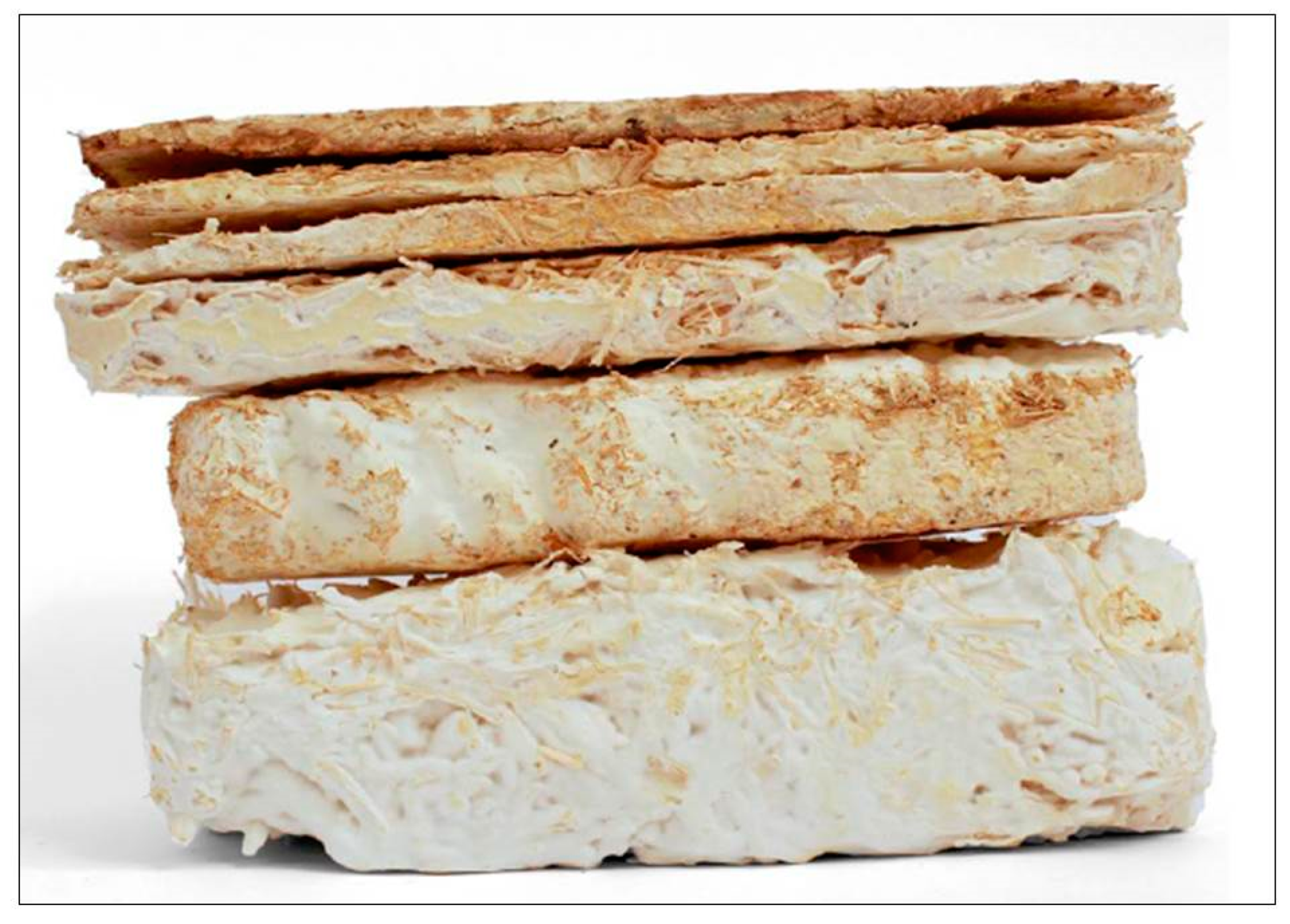
أحد الأمثلة على هيكل المركبات القائمة على الفطريات.

مركبات الغزل الفطري هي مواد تعتمد على الفطريات - كتلة الخيوط المتفرعة التي تشبه الخيوط التي تنتجها الفطريات . هناك عدة طرق لتجميع وتصنيع مركبات الفطريات، وإقراض خصائص مختلفة وحالات استخدام المنتج النهائي.هذا النوع من المركبات هو بديل مستدام لدائن وهو أيضًا اقتصادي.

### التركيب والتصنيع
عادة ما يتم تصنيع المركبات القائمة على الفطريات باستخدام أنواع مختلفة من الفطريات، وخاصة فطر الغراب. يتم إدخال ميكروب فردي من الفطريات إلى أنواع مختلفة من المواد العضوية لتشكيل مركب. يعد اختيار الأنواع الفطرية أمرًا مهمًا لإنشاء منتج بخصائص محددة. بعض الأنواع الفطرية التي تستخدم في صنع المواد المركبة هي G. lucidum و Ganoderma sp. P. ostretus ، Pleurotus sp. T. المبرقشة، Trametes sp . إلخ. تتفاعل المستعمرات الخيطية بشكل عشوائي من خلال الانصهار الخيطي (مفاغرة) لتشكيل بنية شبكة ليفية، والتي تعمل كغراء طبيعي للتجميع الذاتي لربط الركائز وتشكيل مادة مركبة.
 تتشكل شبكة كثيفة عندما يتحلل فطر ميكروب الفطريات ويستعمر المادة العضوية. تعتبر نفايات النبات ركيزة عضوية شائعة تستخدم في مركبات الغزل الفطري. يتم تحضين فطريات الغزل الفطري بمنتج نفايات النباتات لإنتاج بدائل مستدامة في الغالب للمواد القائمة على البترول. يحتاج الميسيليوم والركيزة العضوية للاحتضان بشكل صحيح وهذه المرة حاسمة لأنها الفترة التي تتفاعل فيها هذه الجسيمات معًا وترتبط في واحدة لتشكيل شبكة كثيفة وبالتالي تشكل مركبًا. خلال فترة الحضانة هذه، يستخدم الغزل الفطريالعناصر الغذائية الأساسية مثل الكربون والمعادن والماء من منتج نفايات النباتات. تشمل بعض مكونات الركيزة العضوية القطن وحبوب القمح وقشر الأرز وألياف الذرة الرفيعة والمخلفات الزراعية ونشارة الخشب وجزيئات الخبز وقشر الموز وبقايا القهوة وما إلى ذلك. يتم تصنيع المركبات وتصنيعها باستخدام تقنيات مختلفة مثل إضافة الكربوهيدرات، وتغيير ظروف التخمير، واستخدام تقنيات التصنيع المختلفة، وتغيير مراحل ما بعد المعالجة، وتعديل الوراثة أو المواد الكيميائية الحيوية لتشكيل منتجات ذات خصائص معينة. يتم تصنيع معظم مركبات الفطريات باستخدام قوالب بلاستيكية، لذلك يمكن زراعة الفطريات مباشرة إلى الشكل المطلوب. تشمل طرق التصنيع الأخرى قالب الجلد الرقائقي، قالب الجلد الفراغي، قالب الزجاج، قالب الخشب الرقائقي، القالب الخشبي، قالب طبق بتري، قالب البلاط، إلخ. أثناء عملية التصنيع، من الضروري أن يكون لديك بيئة معقمة، وظروف بيئية محكومة للضوء، ودرجة حرارة (25-35 درجة مئوية) ورطوبة حوالي 60-65٪ للحصول على أفضل النتائج. تتمثل إحدى طرق تصنيع المركب القائم على الغزل الفطري (الميسيليوم) في مزج نسب تكوين مختلفة من الألياف والماء والغزل الفطري الميسيليوم معًا ووضع قوالب [./Https://en.wikipedia.org/wiki/Polyvinyl%20chloride PVC] في طبقات أثناء ضغط كل طبقة والسماح لها بالاحتضان لبضعة أيام. يمكن معالجة المركبات القائمة على الفطريات في الرغوة والصفائح وصفيحة الغزل الفطري باستخدام تقنيات المعالجة مثل القطع الأخير والضغط على البارد والحرارة، إلخ. تميل مركبات الغزل الفطري إلى امتصاص الماء عند تصنيعها حديثًا، ويمكن تغيير هذه الخاصية عن طريق تجفيف الفرن للفرن.

### الخصائص
تتمثل إحدى مزايا استخدام المركبات القائمة على فطريات الغزل الفطري المايسيلويم في أنه يمكن تغيير الخصائص اعتمادًا على عملية التصنيع واستخدام الفطريات المختلفة. تعتمد الخصائص على نوع الفطر المستخدم ومكان زراعته. بالإضافة إلى ذلك، فإن الفطريات لديها القدرة على تحلل مكون السليلوز في النبات لصنع مواد مركبة بطريقة مفضلة. يمكن أيضًا تعديل بعض الخصائص الميكانيكية المهمة مثل قوة الضغط والتشكل وقوة الشد والكره للماء وقوة الانثناء لاستخدامات مختلفة للمركب. لزيادة قوة الشد، يمكن أن يمر المركب بالضغط الحراري. مركب الغزل الفطري الميسليوم المصنوع من 75٪ وزن قشور الأرز بكثافة 193 كجم / م 3 ، بينما 75٪ بالوزن حبوب القمح تحتوي على 359 كجم / م 3 ، مما يوضح مدى تأثير مادة الميسيليوم المختلفة على خصائصها. تتمثل إحدى طرق زيادة كثافة المركب في حذف الجين hydrophobin. تتمتع هذه المركبات أيضًا بالقدرة على الاندماج الذاتي مما يزيد من قوتها. عادة ما تكون المركبات القائمة على فطريات الغزل الفطري مدمجة ومسامية وخفيفة الوزن وعازل جيد. الخاصية الرئيسية لهذه المركبات هي أنها طبيعية تمامًا، وبالتالي فهي مستدامة. الميزة الأخرى للمركبات القائمة على الغزل الفطري هي أن هذه المادة تعمل كعازل حراري، ومقاومة للحريق، وغير سامة، ومقاومة للماء، وتنمو بسرعة، ولديها القدرة على الارتباط بمنتجات الفطريات المجاورة. الرغاوي القائمة على الغزل الفطري(MBFs) ومكونات الشطائر نوعان شائعان من المركبات. تعد MBFs النوع الأكثر كفاءة بسبب خاصية الكثافة المنخفضة والجودة العالية والاستدامة. يمكن تقليل كثافة MBFs باستخدام ركائز يقل قطرها عن 2 مم. هذه المركبات لها موصلية حرارية أعلى أيضًا.

### الاستخدامات
أحد الاستخدامات الأكثر شيوعًا للمركبات القائمة على مركبات الغزل الفطري هو بدائل المواد البترولية والبوليسترين. عادة ما تستخدم هذه الرغوات الاصطناعية في تصميم المنتجات والهندسة المعمارية المستدامة. يعتمد استخدام المركبات القائمة على الغزل الفطري الميسيليوم على خصائصها. هناك العديد من الشركات المستدامة بيولوجيًا مثل Ecovative Design LLC و MycoWorks و MyCoPlast وما إلى ذلك التي تستخدم المركبات التي أساسها الغزل الفطري التي تصنع عبوات واقية للإلكترونيات والمواد الغذائية والطوب وبدائل الجلود وبدائل الأرضيات والبلاط الصوتي والعزل الحراري والصوتي، ألواح البناء، إلخ. تساعد خاصية القدرة على الارتباط مع المركب المجاور المركب القائم على الغزل الفطري الميسيليوم على تكوين روابط قوية للطوب الذي يتم استخدامه على نطاق واسع. يوجد برج بطول 40 قدمًا في MoMa PS1 في مدينة نيويورك، تم تصنيع Hy-Fi باستخدام 1000 طوبة مصنوعة من سيقان الذرة والفطريات. فاز هذا المنتج بالمسابقة السنوية لبرنامج المهندسين المعماريين الشباب (YAP) في عام 2014. هناك أيضًا العديد من المنتجات الأخرى الشائعة الاستخدام مثل حاويات خفيفة الوزن وألواح البناء والأثاث والملابس وما إلى ذلك المصنوعة من الغزل الفطري. في الهندسة المعمارية، تُستخدم المركبات القائمة على الغزل الفطري في نطاق واسع لأنها تتمتع بأداء عزل أفضل ومقاومة للحريق من المنتجات المستخدمة حاليًا. بالإضافة إلى استخدامها كمواد مركبة، يمكن إنتاج الفطريات واستخدامها كمواد خام.
يتم استخدام مركبات الغزل الفطري بشكل أكبر في الصناعة لاستبدال المواد البلاستيكية الشائعة التي تضر بالبيئة. يتم تصنيع هذه المنتجات باستخدام عملية تصنيع طبيعية ذات الطاقة المنخفضة والقابلة للتحلل البيولوجي.
هناك العديد من الاستخدامات الغزل الفطري حيث بدأ استخدامها من قبل الشركات والمصممين. ابتكر طالب من جامعة البوليتكنيك في ميلانو نوعًا جديدًا من تغليف الزجاجات المكونة من الفطريات. Mushroom Packaging® هو نظام تغليف قابل للتخصيص مصنوع من الفطريات من خلال التشكيل الحراري.
يمكن أيضًا إنشاء الأقمشة من خلال هذا المركب، مثل MycoTEX. وتُعد أدوات المائدة والأثاث من التطبيقات الشائعة للغزل الفطري، مثل «مادة Mycelium» و Mycelium Stool لماوريتسيو مونتالتي من كلية الدراسات العليا للتصميم بجامعة هارفارد.

## التطبيقات
بالإضافة إلى استخدامها كمواد بناء حية، فإن استخدام ترسب كربونات الكالسيوم الناجم عن الميكروبات (MICP) لديه إمكانية المساعدة في إزالة الملوثات من مياه الصرف الصحي والتربة والهواء.
حالياً، تشكل المعادن الثقيلة والنواة المشعة تحديًا لإزالتها من مصادر المياه والتربة. النواة المشعة في المياه الجوفية لا تستجيب للطرق التقليدية لضخ المياه ومعالجتها، وبالنسبة للمعادن الثقيلة التي تلوث التربة، فإن طرق إزالتها تشمل المعالجة النباتية والرشح الكيميائي؛ ومع ذلك، فإن هذه العلاجات تكون باهظة الثمن، وتفتقر إلى الفعالية الطويلة الأمد، ويمكن أن تدمر إنتاجية التربة مستقبلاً. باستخدام البكتيريا المحللة للبول القادرة على ترسيب ثالث أوكسيد كربونات الكالسيوم، يمكن أن تنتقل الملوثات إلى بنية الكالسيت، وبالتالي إزالتها من التربة أو الماء. يعمل هذا من خلال استبدال أيونات الكالسيوم بالملوثات التي تشكل بعد ذلك جزيئات صلبة ويمكن إزالتها. تم الإبلاغ عن أنه يمكن إزالة 95٪ من هذه الجزيئات الصلبة باستخدام البكتيريا المحللة للبول. ومع ذلك، عندما يحدث تحجيم الكالسيوم في خطوط الأنابيب، لا يمكن استخدام «ترسيب الكالسيت المستحث ميكروبيولوجيا» MICP لأنه يعتمد على الكالسيوم. عوضاً عن الكالسيوم، يمكن إضافة تركيز منخفض من اليوريا لإزالة ما يصل إلى 90٪ من أيونات الكالسيوم.
يتضمن تطبيق آخر آخر أساسًا مبنيًا ذاتيًا يتشكل استجابة للضغط من خلال استخدام البكتيريا الهندسية. يمكن استخدام البكتيريا المهندسة للكشف عن الضغط المتزايد في التربة، ومن ثم ترسيخ جزيئات التربة في مكانها، مما يؤدي إلى تصلب التربة بشكل فعال. داخل التربة، يتكون ضغط المسام من عاملين: مقدار الإجهاد المطبق، ومدى سرعة تصريف المياه في التربة. من خلال تحليل السلوك البيولوجي للبكتيريا استجابة للحمل والسلوك الميكانيكي للتربة، يمكن إنشاء نموذج حسابي. باستخدام هذا النموذج، يمكن تحديد جينات معينة داخل البكتيريا وتعديلها للاستجابة بطريقة معينة لضغط معين. ومع ذلك، فقد نمت البكتيريا التي تم تحليلها في هذه الدراسة في مختبر شديد التحكم، لذلك قد لا تكون بيئات التربة الحقيقية مثالية. يعد هذا قيدًا على النموذج ودراسته التي نشأ منها، لكنه لا يزال تطبيقًا محتملاً لمواد البناء الحية.